# Tchéquie aux Jeux mondiaux de 2017
Cet article contient des informations sur la participation et les résultats de la Tchéquie aux Jeux mondiaux de 2017 à Wrocław en Pologne.

## Médailles

### Or
| Sport                                 | Discipline      | Sportifs |
| Médailles d'or : 2 (+1 démonstration) |                 | |
| Roller Hockey                         | Tournoi         | Tchéquie- Jakub Cik - Patrik Šebek - Jakub Bernad - David Roupec - Marek Loskot - Michal Simo - Mikuláš Zbořil - Lukáš Langer - Daniel Brabec - Pavel Strýček - Robin Malý - Martin Fiala - Tomáš Rubeš |
| Ski nautique et wakeboard             | Hommes - Slalom | Adam Sedlmajer (cs) |
| Kick-boxing (dem.)                    | Femmes 56kg     | Sandra Mašková (cs) |

### Argent
| Sport                  | Discipline              | Sportifs      |
| Médailles d'argent : 1 |                         |               |
| Nage avec palmes       | Hommes - 50 m bi-palmes | Jakub Jarolim |

### Bronze
| Sport                   | Discipline                | Sportifs        |
| Médailles de bronze : 3 |                           |                 |
| Course d'orientation    | Hommes - Moyenne distance | Vojtěch Král    |
| Muay-thaï               | Hommes -91 kg             | Jakub Klauda    |
| Nage avec palmes        | Hommes - 100 m bi-palmes  | Jakub Jarolim   |
| Tir à l'arc             | Femmes - Arc nu           | Martina Macková |